# Aloe arborescens
Espèce
Classification APG III (2009)
Statut CITES
Statut de conservation UICN

 LC  : Préoccupation mineure
 Monde 
Aloe arborescens, l’aloès arborescent, aloe candélabre ou corne de bélier, est une espèce d'aloès (genre Aloe), originaire de l'Afrique australe. Il est cultivé à des fins horticoles et médicinales, principalement au Japon.

## Étymologie
Le nom générique Aloe vient du latin aloë et du grec αλόη, termes qui devaient désigner l'Aloe vera. L'épithète générique arborescens vient du latin et signifie « arborescent, qui a l'apparence d'un arbre ».

## Histoire et systématique
L'aloès arborescent est cultivé dans les jardins de la Compagnie néerlandaise des Indes orientales au Cap depuis au moins 1695. Il est importé à Amsterdam par le professeur Commelin en 1674 et au Japon au XVIIe siècle.
Philip Miller, le botaniste du jardin botanique de Chelsea à Londres publie en 1768, dans son célèbre dictionnaire du jardinier, la première description botanique de la plante, sous le nom d’Aloe arborescens. La famille des Aloacées est créée en 1802 par le botaniste allemand August Batsch (sous le nom d’Alooideae) mais elle n'est pas bien acceptée par la communauté des botanistes et tombe en désuétude pendant cent quatre-vingts ans. Ce n'est qu'en 1981 que Cronquist la remet à l'honneur. La famille des Xanthorrhoéacées, crée en 1829 par le naturaliste belge Du Mortier pour des plantes monocotylédones du genre Xanthorrhoea d'Australie, est élargie par la classification APG III (2009) pour inclure des genres autrefois placés dans la famille Asphodelaceae, comme Aloe arborescens.

## Description

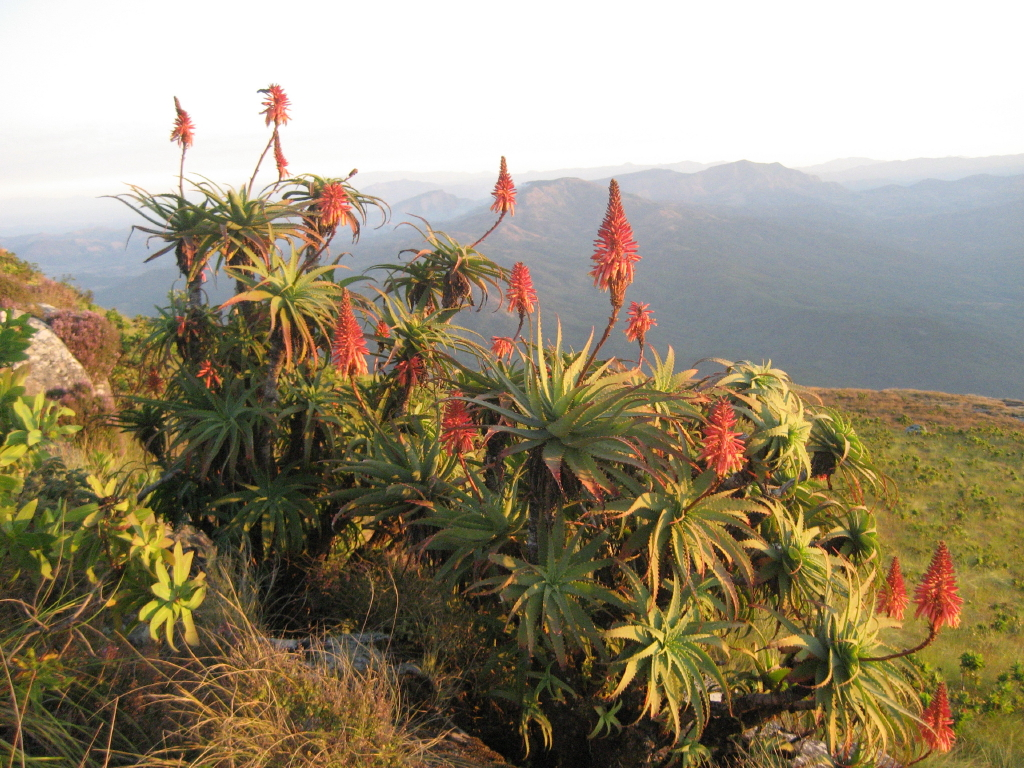
Aloe arborescens mont Gurungue au Mozambique.

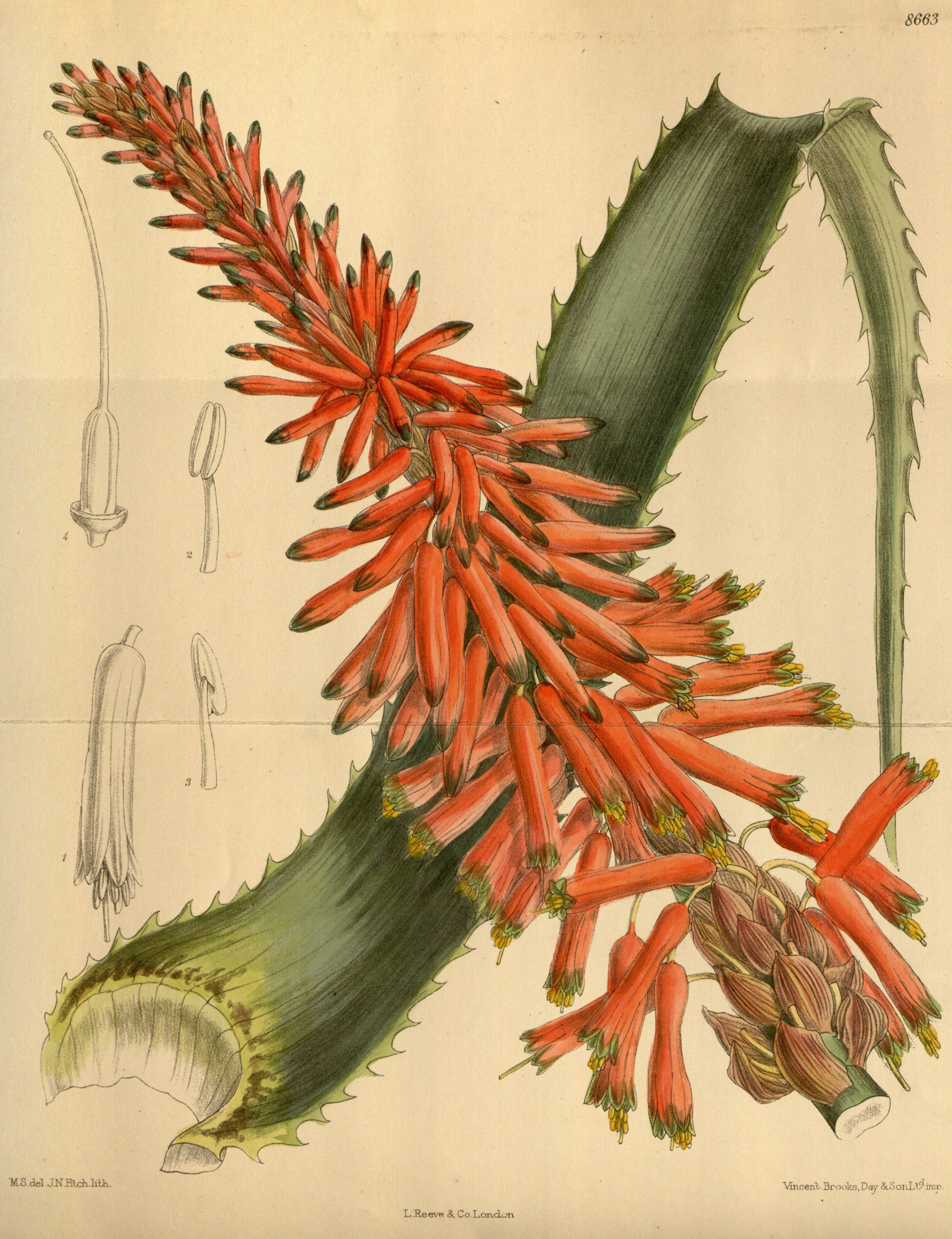
Aloe arborescens var. natalensis, illustration dans Curtis's Botanical Magazine, en 1916.

Aloe arborescens est un arbuste succulent, pouvant atteindre 2 à 3 m de haut, aux feuilles persistantes. La tige solitaire ou ramifiée, peut atteindre un diamètre de 30 cm à la base, avec des feuilles mortes persistantes.
Les feuilles sessiles, enchâssantes, sont disposées en rosettes denses, à l'extrémité des tiges. Le limbe est lancéolé. Il se rétrécit régulièrement de la base à l'apex et mesure de 50 à 60 cm de long, sur 5-7 cm de large à la base. De couleur verte, couvertes d'une pruine bleue elles portent sur leurs marges, des dents deltoïdes de 3-5 mm de long et écartées de 1 à 1,5 cm, jaunes clair, fermes, en forme de crochets généralement pointés vers l'apex.
L'inflorescence racèmeuse de 60-80 cm est érigée, généralement simple, parfois avec une branche. Le racème est conique de 20-30 cm sur 10-12 cm de diamètre, portant de nombreuses fleurs, denses.
Les fleurs bisexuées, trimères, portées par un pédicelle de 35-40 mm, sont généralement de couleur rouge écarlate à orange vif. La fleur se compose d'un périanthe tubuleux, de 40 mm de long, à 6 lobes libres jusqu'à la base, de 6 étamines exertes, un ovaire supère, 3-loculaire et un style filiforme.
En Afrique australe, l'aloès arborescent fleurit en juin-juillet. Dans l'hémisphère nord, en France, il fleurit en hiver et au début du printemps
Le fruit est une capsule oblongue-ovoïde, atteignant 18 mm, brun jaunâtre.
Aloe arborescens s'hybride facilement avec d'autres aloès et possède de grandes variations dans ses caractères végétatifs et reproductifs. Les feuilles généralement d'un vert terne peuvent devenir rougeâtre en hiver dans certaines régions (nord du KwaZulu-Natal) et jaune verdâtre dans d'autres.
Quelques caractères permettent de distinguer Aloe arborescens d’Aloe vera :
- la feuille d’A. vera est érigée (pointant vers le haut) et relativement droite, celle de A. arborescens est étalée et courbe ;
- l'inflorescence type d’A. vera est jaune, celle d’A. arborescens est rouge (mais il existe de nombreuses variations).

## Distribution

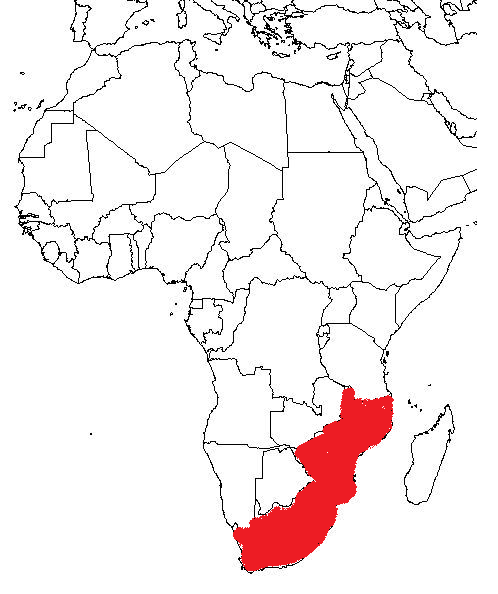
Distribution.

L’aloès arborescent est présent naturellement dans la partie sud-est de l’Afrique australe. Il est indigène dans la région regroupant l’Afrique du Sud, le Botswana, le Malawi, le Mozambique et le Zimbabwe. Il possède la distribution la plus étendue dans le genre Aloe.
Bien que l’aloès arborescent s’adapte à de nombreux types d’habitats, son habitat naturel se trouve généralement dans les régions montagneuses. Il croît sur les falaises montagneuses, parfois en touffes denses, dans les prairies de montagne parmi les rochers, dans les forêts peu denses et les forêts côtières.
Il a été importé dans de nombreux pays tropicaux, subtropicaux ou tempérés chauds, pour ses qualités horticoles et ses vertus médicinales. Il est devenu invasif au Portugal.
Il fut introduit au Japon au XVIIe siècle où il s'est naturalisé sur les côtes ouest et sud. C'est probablement ce pays qui est le producteur le plus important mais uniquement pour le marché intérieur. En Italie, sa culture commerciale est destinée à la cosmétique et à l'herboristerie. La culture a débuté en Chine et en Israël.

## Synonymes
D'après The Plant List, les synonymes sont :
- Aloe arborea Medik.
- Aloe arborescens var. frutescens (Salm-Dyck) Link
- Aloe arborescens var. milleri A.Berger in H.G.A.Engler
- Aloe arborescens var. natalensis (J.M.Wood & M.S.Evans) A.Berger en H.G.A.Engler
- Aloe arborescens var. pachythyrsa A.Berger en H.G.A.Engler
- Aloe frutescens Salm-Dyck
- Aloe fruticosa Lam.
- Aloe fulgens  Tod.
- Aloe natalensis J.M.Wood & M.S.Evans
- Aloe perfoliata var. arborescens (Mill.) Aiton
- Aloe perfoliatum Meyen
- Aloe principis (Haw.) Stearn
- Aloe salm-dyckiana Schult. & Schult.f.
- Aloe salm-dyckiana var. fulgens (Tod.) A.Berger
- Aloe sigmoidea Baker
- Catevala arborescens (Mill.) Medik.
- Pachidendron principis Haw.

## Utilisations

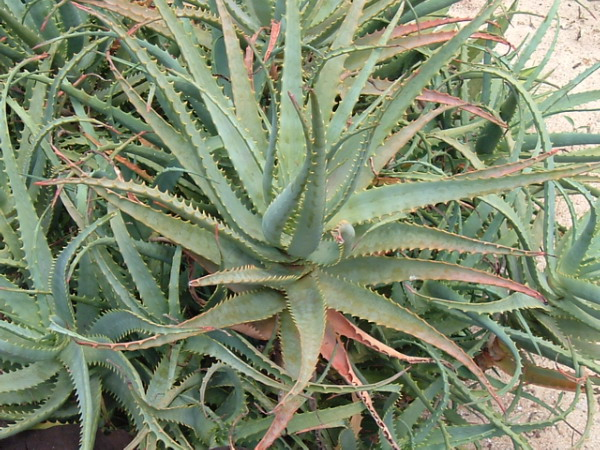
Aloe arborescens (Brésil)

- Utilisations traditionnelles en Afrique du Sud

En plusieurs endroits d'Afrique du Sud, des haies vives d'aloès arborescent (associé à l' Aloe ferox) servent à délimiter les enclos à bétail (les kraals). Le peuple Zoulou de l'Afrique australe utilisait les feuilles d'aloès arborescent, séchées  puis réduites en poudre, comme protection contre les orages. Dans le Transkei, elles étaient utilisées pour traiter les douleurs d'estomac et on les donnait aux poulets pour les garder en bonne santé.
- Utilisations ornementales

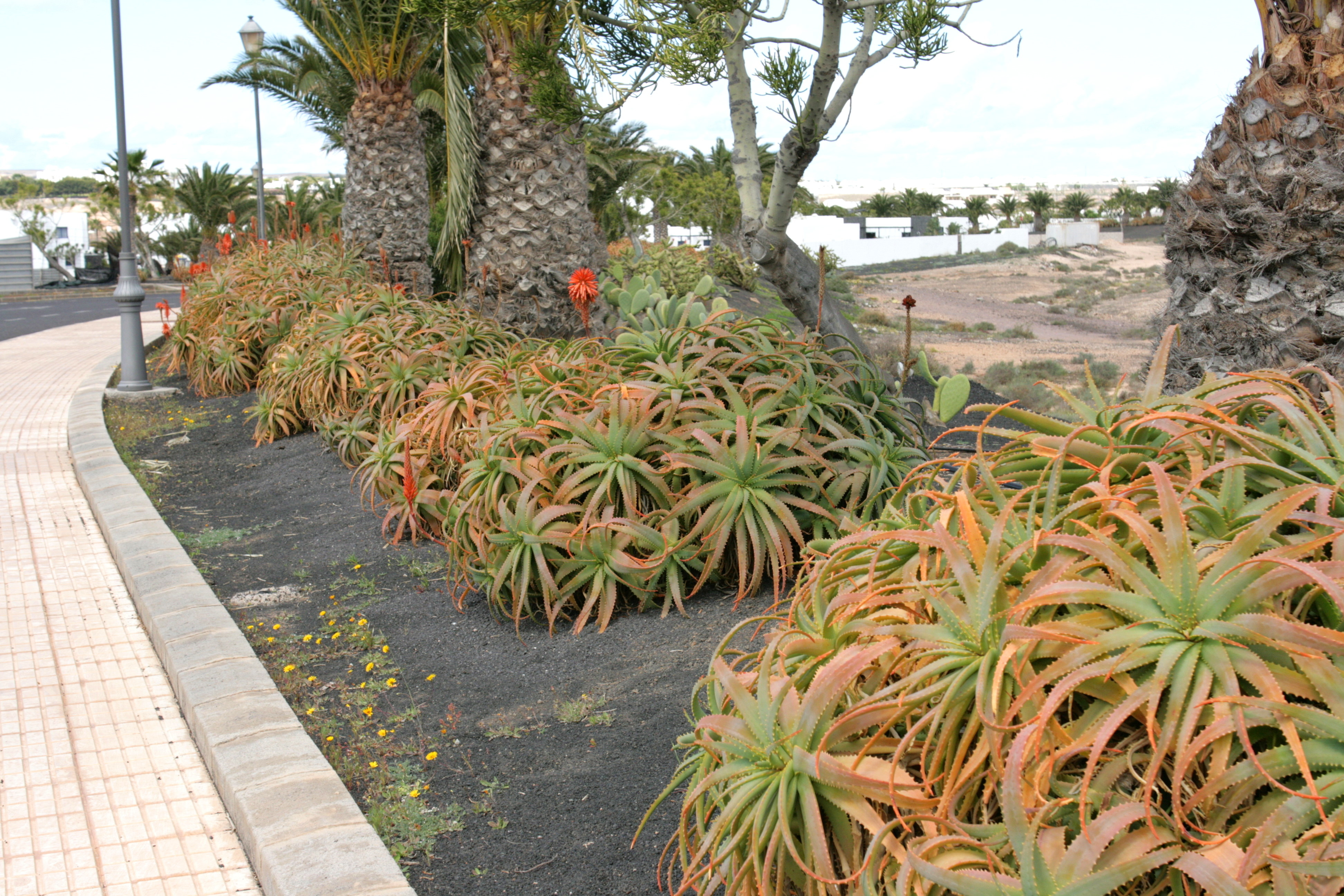
A. arborescens ornementale, Yaiza, Lanzarote, Canaries

En France, l' Aloe arborescens se cultive aussi bien en pot sur une terrasse en été qu'en pleine terre dans les jardins des régions où il ne gèle pas. Il convient aux rocailles pentues dans les jardins méditerranéens.
Il apprécie d'être placé dans des situations ensoleillées, dans un sol très bien drainé, et redoute les atmosphères humides. Il gèle à −4 °C.
- Utilisations médicinales

Curieusement, l'aloès arborescent a connu plus d'usages médicinaux en Asie et dans la région méditerranéenne que dans son aire d'origine. Au Japon, les feuilles sont traditionnellement consommées pour lutter contre la constipation et comme purgatif. Le gel est utilisé pour les soins de la peau et est appliqué sur les plaies. L'aloès arborescent entre aussi dans la composition de bonbons, très appréciés pour leur goût de yaourt piquant. À la fin de la Seconde Guerre mondiale, le traitement des brûlures des irradiés de Hiroshima avec du gel d'aloès arborescent a beaucoup contribué à la réputation des pouvoirs exceptionnels de la plante.
La renommée du produit se renforça en Europe, quand dans les années 1990, le père Romano Zago, un Brésilien d'origine italienne, ressuscita une vieille recette de l'aloès arborescent, consistant à broyer des feuilles avec du miel et de l'alcool. Il écrivit ensuite un livre Du cancer on peut guérir pour présenter sa préparation grâce à laquelle il obtenait des résultats appréciables.
L'aloès arborescent est utilisé sous forme d'exsudat comme drogue ou sous forme de gel dans la composition de produit cosmétiques ou dermatologiques (voir Aloe vera). La récolte des feuilles ne commence qu'à la troisième année de culture.

## Composition chimique

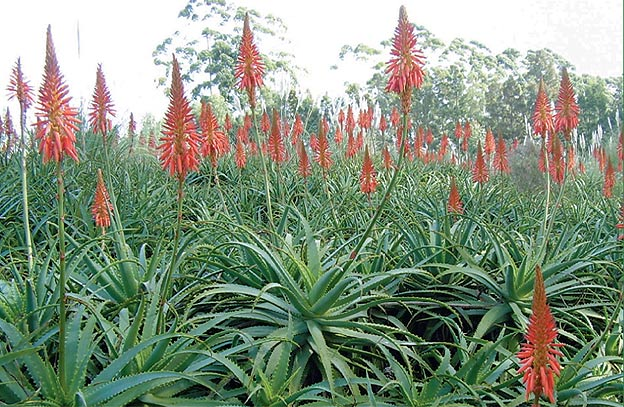
Aloe arborescens en fleur

- l'exsudat de la feuille, c'est-à-dire le suc qui s'écoule spontanément de la feuille lorsqu'on la coupe, contient[1] des glucosides à anthrone (comme l'aloïne et les hydroxyaloïnes), de l'aloénine (un dérivé de la pyrone), de l'aloésone, furoaloésone etc. L'aloïne a des propriétés laxatives. L'aloïne se décompose dans l'intestin en aloe-émodine-9-anthrone et aloe-émodine.
- le gel, c'est-à-dire la pulpe de la partie centrale de la feuille, est riche en polysaccharides et glycoprotéines. Parmi les premiers, on détecte le mannane (composé exclusivement de mannose), le glucomannane, l'arborane A et B contenant principalement du galactose, glucose et rhamnose et qui diminuent le niveau de glucose du plasma des souris[9]. Les préparations commerciales à base de gel d'aloès arborescent sont moins connues que celles à base d' Aloe vera parce que le premier a moins de pulpe et que celle-ci est plus difficile à séparer de l'écorce qui contient l'aloïne amère (Akira Yagi dans Reynolds[9]).
- l'épiderme de la feuille contient des lectines (aloctines A et B) qui inhibent la croissance des fibrosarcomes chez les animaux.

Les principaux acides aminés détectés dans A. arborescens sont l'alanine, proline, lysine, et acide glutamique (Yagi, 1987).
Comparé à Aloe vera, l'aloès arborescent est en général moins riche en aloïne et plus pauvre en polysaccharide.

## Bioactivité
Les composants phénoliques amers comme l'aloïne (ou barbaloïne) ont été bien étudié sur le plan chimique et pharmacologique. L'aloïne a des propriétés laxatives. L'aloe-émodine produite dans le côlon entraine une augmentation le contenu en eau puis stimule les mouvements péristaltiques du côlon provoquant la diarrhée (Yagi). Ce genre de laxatif à l'anthraquinone ne doit pas être utilisé plus de 8-10 jours, ni par des enfants de moins de 12 ans. Les laxatifs à l'aloïne ont un effet irritant sur l'intestin et peuvent jouer un rôle dans le développement du cancer colorectal. En 2002, la Food and Drug Administration aux États-Unis a retiré le statut de remède GRASE, de « généralement reconnu inoffensif et efficace » qui avait été octroyé aux préparations à base d'exsudat d'aloès, vendues sans ordonnance. L'aloïne possède aussi des effets antihistaminiques et anti-inflammatoire (Yagi).
Deux lectines (les alolectines A et B) ont aussi été isolées de la feuille. L'alolectine A affecte la réponse immunitaire des cellules lymphoïdes. Cette activité immuno-modulatrice joue un rôle important dans le traitement des cancers.
L'extrait de la feuille entière d'aloès Kidachi du Japon (Aloe arborescent var. natalensis), en vente libre au Japon, est traditionnellement utilisé comme cosmétique ou médicament. La poudre obtenue à partir de ces extraits a des propriétés bactéricides, contre Pseudomonas aeruginosa Trichophyton interdigitale et T. asteroides (Yagi) et contre Bacillus subtilis subsp. spizizenii (Amallah et als, 2011). L’extrait foliaire éthanolique d’Aloe arborescens marocain présente des concentrations minimales inhibitrices (CMI) relativement faibles. Il apparait nettement plus efficace que le chlorhydrate de tétracycline contre Staphylococcus epidermidis et Escherichia coli. L'activité antibactérienne est due à l'action conjointe de l'aloïne, l'aloe-émodine, des polysaccharides, du mannose, et de l'acemannane contenus dans les feuilles (Amallah et als).

## Galerie

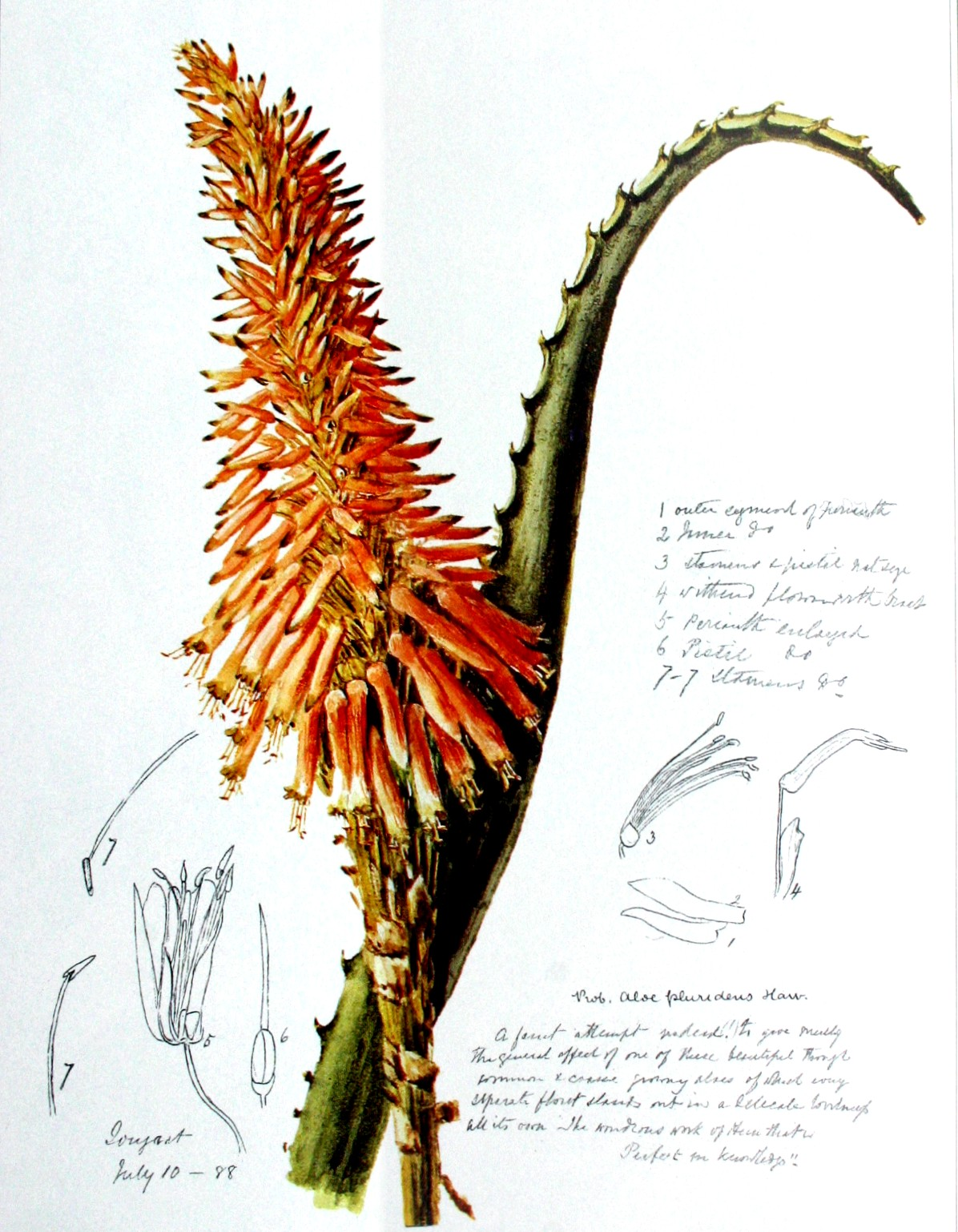
Planche botanique
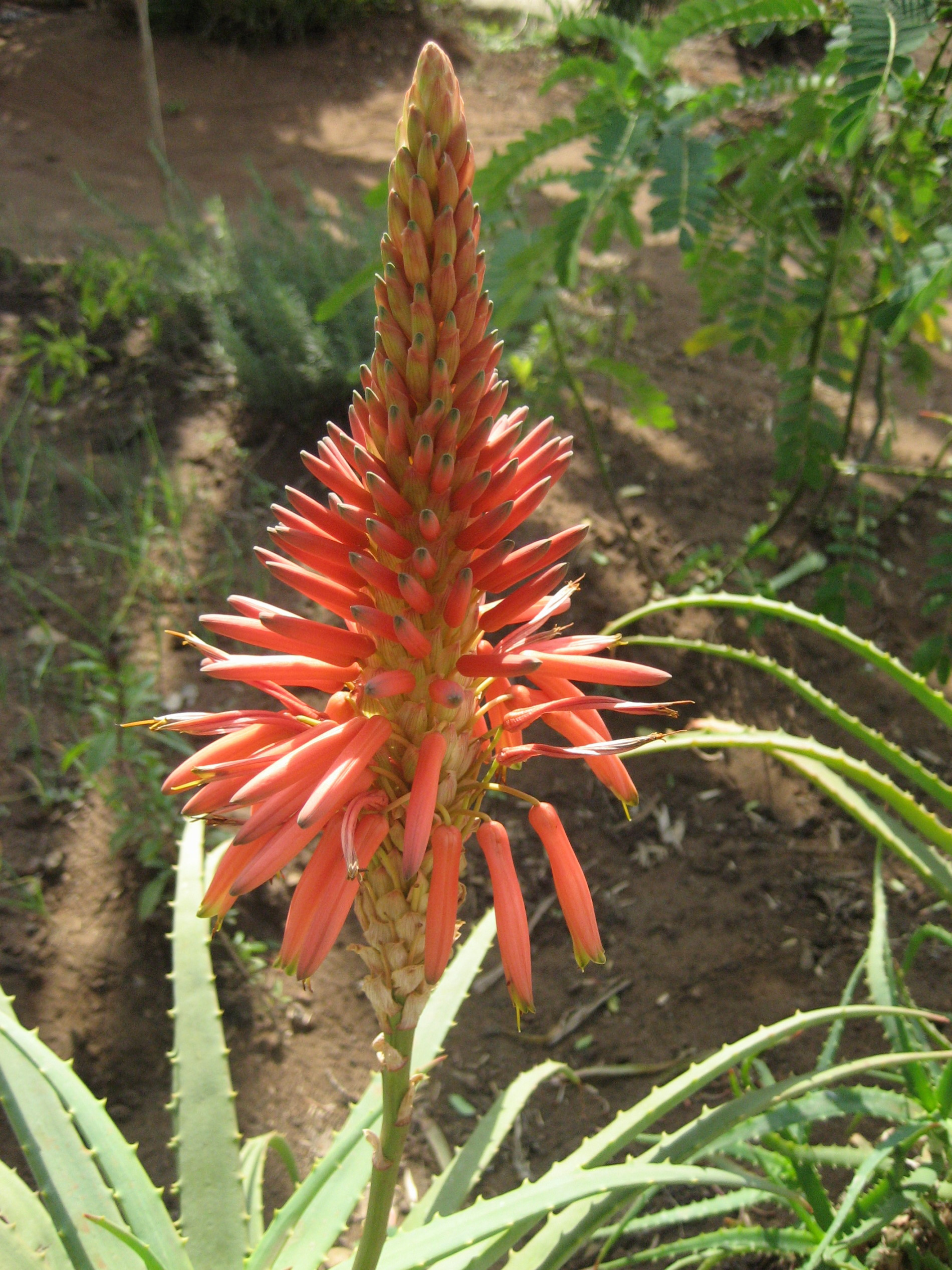
Inflorescence
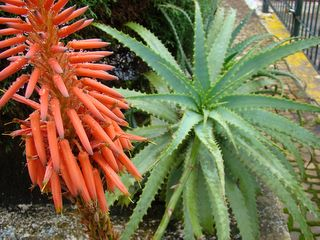
Inflorescence
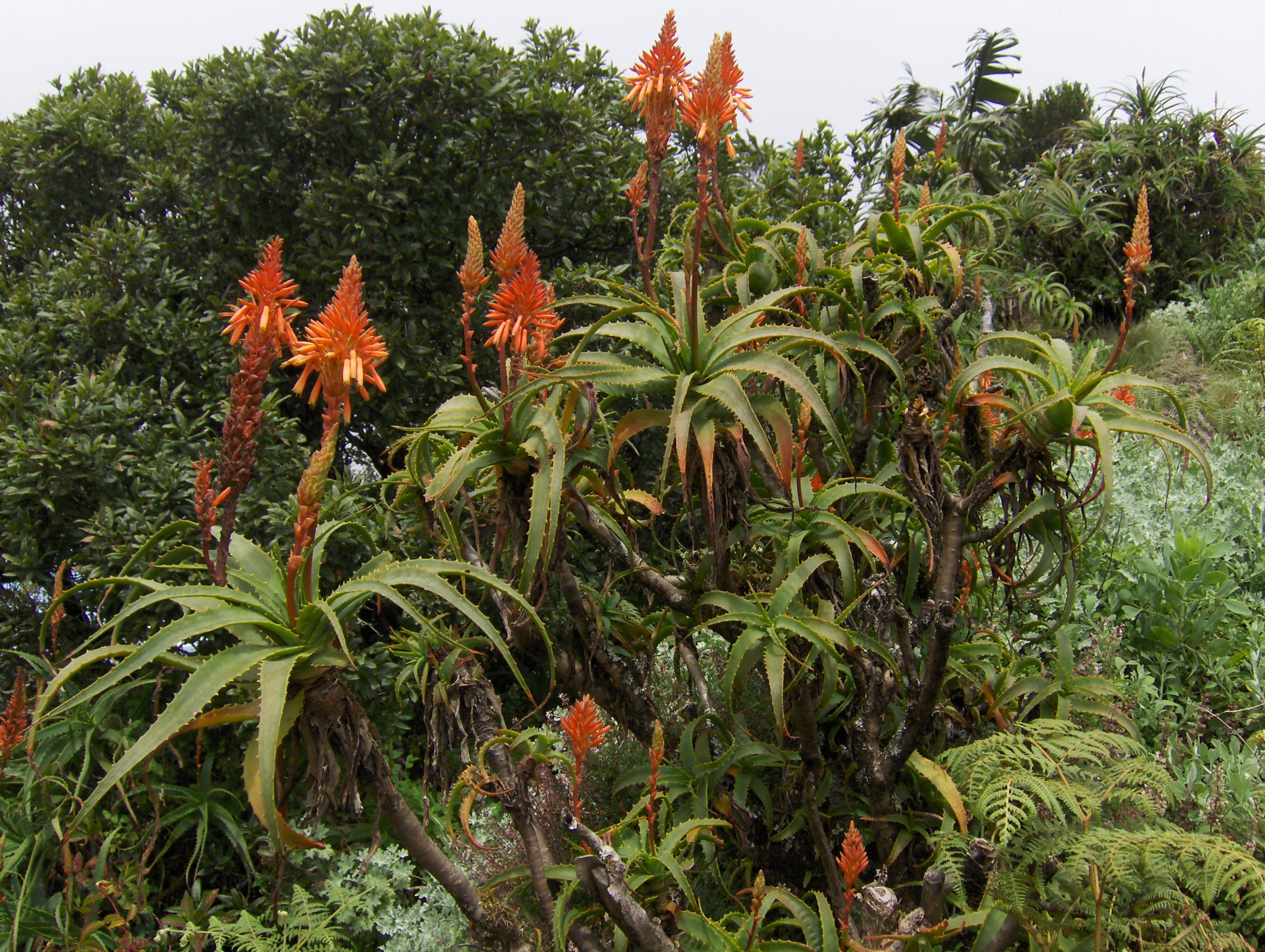
Groupe (Mont Gorongosa, Mozambique)